# Rachel, Rachel
Rachel, Rachel is een dramafilm uit 1968 geregisseerd door Paul Newman. De hoofdrol wordt gespeeld door Joanne Woodward. De film is gebaseerd op het boek A Jest of God van Margaret Laurence.
De film werd genomineerd voor vier Oscars, waaronder de Oscar voor Beste Film. De film wist uiteindelijk geen nominatie te verzilveren. 

## Rolverdeling
| Acteur               | Personage        |
| -------------------- | ---------------- |
| Joanne Woodward      | Rachel Cameron   |
| James Olson          | Nick Kazlik      |
| Kate Harrington      | May Cameron      |
| Estelle Parsons      | Calla Mackie     |
| Donald Moffat        | Niall Cameron    |
| Terry Kiser          | Preacher         |
| Frank Corsaro        | Hector Jonas     |
| Bernard Barrow       | Leighton Siddley |
| Geraldine Fitzgerald | Reverend Wood    |

## Prijzen en nominaties
| Jaar | Prijs                    | Categorie       | Genomineerde(n) | Uitslag     |
| ---- | ------------------------ | --------------- | --------------- | ----------- |
| 1968 | Academy Awards           | Beste film      | Beste film      | Genomineerd |
| 1968 | Beste actrice            | Joanne Woodward | Genomineerd     |             |
| 1968 | Beste vrouwelijke bijrol | Estelle Parsons | Genomineerd     |             |
| 1968 | Beste bewerkte scenario  | Stewart Stern   | Genomineerd     |             |